# Głogów Huta
Głogów Huta – przystanek osobowy w Głogowie, na osiedlu Żukowice, położony na linii kolejowej nr 273 łączącej Wrocław ze Szczecinem.

## Ruch pasażerski
| Rok  | Wymiana pasażerska na dobę |
| ---- | -------------------------- |
| 2017 | 10-19                      |
| 2022 | 20-49                      |

## Połączenia
- Głogów
- Nowa Sól
- Rzepin
- Ścinawa
- Wołów
- Wrocław
- Zielona Góra